# Inno della Croce Rossa Italiana
Di viva fiamma, di sangue vivo è l'inno della Croce Rossa Italiana, scritto dall'avvocato Biagio Allievo e musicato nel 1901 da Ruggero Leoncavallo, dedicato alla principessa Laetitia d'Aosta Napoleone alta patronessa del Sottocomitato Regionale di Torino della Croce Rossa italiana.

## Testo
rosseggia e avvampa il tuo colore;

rechi la pace come l'ulivo,

schiudi le braccia, schiudi le braccia,

come l'amore, come l'amor.
O Croce Rossa! Ampie le braccia

dischiudi al vinto e al vincitor;

scagli pur l'odio la sua minaccia...

tu sei la pace, tu sei la pace,

tu sei la pace, tu sei l'amor.
Nel vivo sangue dei prodi intriso

il tuo germoglia purpureo fiore,

e il raggio sfolgora del tuo sorriso

come la vita, come la vita,

come la vita, fiamma d'amor.
O Croce Rossa! Labaro santo

sii tu del vinto, del vincitor;

gronda di sangue l'umano pianto

tu sei la pace, tu sei la pace,

tu sei la pace, tu sei l'amor.
Forse nei secoli lontani e turdi

avrà al fin requie l'uman livore...

a te noi supplici leviam gli sguardi,

a te gli aneliti, a te gli aneliti

a te gli aneliti, santi del cuor.
O Croce Rossa! Tu d'ogni guerra

fuga lo scempio, placa il furor...

e arridi e sfolgora sovra la terra,

sogno di pace, sogno di pace,

sogno di pace, alba d'amor!»